# Вочтауер (Њујорк)
Вочтауер (енгл. Watchtower) насељено је место без административног статуса у америчкој савезној држави Њујорк.

## Демографија
По попису из 2010. године број становника је 2.381.
| Група             | 2000.    | 2010.         |
| Белци             | 0 (0,0%) | 1.720 (72,2%) |
| Афроамериканци    | 0 (0,0%) | 247 (10,4%)   |
| Азијати           | 0 (0,0%) | 131 (5,5%)    |
| Хиспаноамериканци | 0 (0,0%) | 271 (11,4%)   |
| Укупно            | 0        | 2.381         |